# Sucha (dopływ Drawy)
Sucha – struga, lewy dopływ Drawy, (dopływu Noteci). Przepływa przez Suchów.